# Pitiegua
Pitiegua és un municipi de la província de Salamanca a la comunitat autònoma de Castella i Lleó. Limita al Nord amb La Orbada, a l'Est amb El Pedroso de la Armuña i Arabayona de Mógica, al Sud amb Babilafuente i Aldearrubia i a l'Oest amb Cabezabellosa de la Calzada i Villaverde de Guareña.

## Demografia
| 1991 | 1996 | 2001 | 2004 |
| ---- | ---- | ---- | ---- |
| 290  | 271  | 253  | 240  |